# Walter Fillak
Walter Mario Giuseppe Fillak (Torino, 10 giugno 1920 – Cuorgnè, 5 febbraio 1945) è stato un partigiano italiano, morto per impiccagione a causa della sua opposizione al regime fascista.

## Biografia

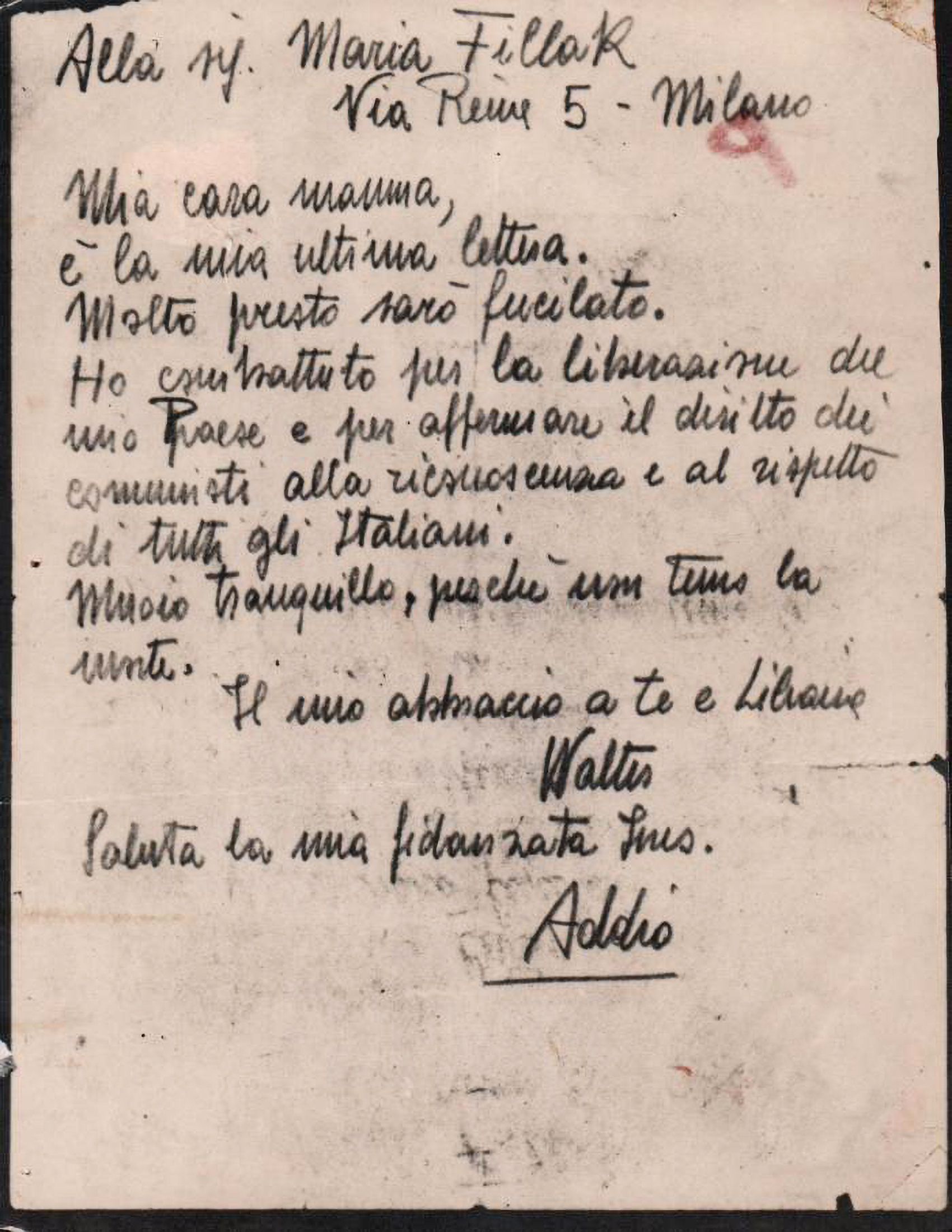
L'ultima lettera alla madre

Walter Fillak nacque a Torino il 10 giugno 1920, da Ferruccio Fillak (morto nel febbraio 1972), ingegnere austro-ungarico nato a Gorizia, e Maria Aimo, italiana. Con la sorella più giovane Liliana, crebbe a Genova, iniziando gli studi al Regio Istituto tecnico Vittorio Emanuele III di Sampierdarena e proseguendo poi al Liceo scientifico Gian Domenico Cassini, dove fu compagno anche di Giorgio Issel. Nell'aprile 1938 fu sospeso dal consiglio scolastico per aver scritto un tema in cui si diceva sfavorevole al coinvolgimento dell'Italia nella Guerra civile spagnola, indicando il comunismo come il futuro e il fascismo come il passato. Il preside del liceo inviò una comunicazione formale ai genitori (7 aprile 1938, protocollo n. 404), motivando così la punizione disciplinare:
(Umberto Pagani, 1938)
Fillak completò pertanto gli studi da privatista, iscrivendosi poi alla facoltà di chimica industriale dell'Università di Genova, dove conobbe Giacomo Buranello,
Fra il 1940 e il 1941 fondò il "Comitato centrale", nucleo comunista studentesco formato da Fillak, Buranello, Pinetti, Vignolo, Galeazzo, Paoletti, Guerra e Bussoli. Chiamato al servizio di leva obbligatorio nell'agosto 1942, fu inquadrato nel 36º Reggimento Artiglieria di Fossano. L'11 ottobre 1942, rientrato a Genova in licenza, fu arrestato dall'OVRA insieme con Buranello e gli altri membri della cellula comunista genovese, deferito al Tribunale Speciale per la difesa dello Stato, e quindi recluso come detenuto politico dapprima nel Carcere di Marassi, poi nella Casa di reclusione per delinquenti abituali e professionali di Apuania (istituita nel dicembre 1938 dal Ministro di grazia e giustizia Arrigo Solmi), e infine trasferito al carcere di Regina Coeli. Durante questo periodo si fece inviare decine di libri dalla famiglia ed ebbe con essa un intenso scambio epistolare, pubblicato in libro nel 1975, nel quale discorse ampiamente col padre - seppur limitato dai pochi mezzi per comunicare - di filosofia, letteratura e politica, ma anche degli aspetti più monotoni e pratici della detenzione e della vita famigliare, mantenendo per tutto il periodo un tono ironico e ottimista.
Tornato in libertà il 31 agosto 1943 a causa della caduta del regime, entrò nei Gruppi di Azione Patriottica genovesi e nella resistenza partigiana col nome di battaglia di Gennaio. Le azioni dei Gap di Fillak e Buranello furono ampie e complesse, passando dalla distribuzione di materiale clandestino antifascista, alle azioni di sabotaggio, dalla protezione durante gli scioperi, sino alle azioni di guerriglia e giustizia sommaria verso il nemico. A tal proposito, il compagno Andrea Elio Scano, interrogato anni dopo, riassunse scarnamente le attività più crude, nelle quali comunque non sempre Fillak fu coinvolto:
(Andrea Scano, 1978)
In seguito Fillak fu commissario politico della III Brigata Garibaldi Liguria, operante sull'Appennino ligure-alessandrino. Nella primavera del 1944, questa formazione partigiana si disperse dopo un furioso combattimento con la Wehrmacht. Sfuggito alla Strage della Benedicta e ricercato, Fillak si spostò a Milano con l'intento infruttuoso di dirigersi verso la Jugoslavia. Riparò quindi a Losanna, in Svizzera, dove rimase tre mesi ospite di Giulio Einaudi. Riuscì a creare una rete di contatti che gli permisero il rientro in Italia. Nell'agosto 1944 raggiunse Cogne, dove cambiò il nome di battaglia con quello di Martin. Fu inviato a Champorcher a svolgere le funzioni d Commissario politico di valle e alla fine di ottobre fu inviato a svolgere il ruolo di Commissario politico della 76ª Brigata Garibaldi, partecipando e dirigendo numerosi scontri con l'esercito tedesco e i fascisti della Repubblica Sociale Italiana operanti a nord del Canavese e del Biellese. A inizio anno fu chiamato a far parte del comando della VII Divisione Garibaldi, che comprendeva la 76°, la 176ª e la 112ª Brigata.
Una delazione nei pressi di Ivrea, portò nella notte tra il 29 e il 30 gennaio 1945 all'arresto di Fillak e dell'intero comando partigiano della VII Divisione, fatta eccezione del vicecomandante Diego Prella, nella frazione di Lace del comune di Donato. Le due baite del comando della VII° e del comando della 76ª furono accerchiate da mercenari delle forze naziste e poi date alle fiamme. Nello scontro a fuoco morirono Abbondanza (Pietro Crotta), staffetta del comando, e Dante (Aldo Gariazzo), ispettore di brigata. Furono catturati con Fillak: Mak (Ugo Macchieraldo) ufficiale amministratore di divisione, Pirata (Piero Ottinetti) furiere, Bandiera I° (Attilio Tempia), comandante di brigata, Battisti (Luigi Gallo) commissario politico di brigata, Riccio (Riccio Orla) staffetta, Pallino (Allideo Molinatti), Frankenstein (Renato Tua), Luigi, Giglio, Testarin I° (Luigi Viero), Ugo (Alfieri Negro) e Basso (Renzo Migliore). Tutti i prigionieri furono giustiziati nei mesi a seguire, a Ivrea, Cuorgnè e Alpignano.
Nel 2014 fu pubblicata dall'Anpi la testimonianza di Ausilia Bosio, compagna di Giovanni Ghella, che condivise con Fillak le ultime ore prima dell'impiccagione:
(Ausilia Bosio)
Fillak scrisse effettivamente tre brevi e note lettere prima di morire: una al padre Ferruccio, una alla madre Maria, una alla fidanzata Ines. Una frase tratta dalla sua ultima lettera alla madre fu scelta, nel 1996, come motto della mostra storico-documentaria "Il Partito Comunista Italiano - Settant'anni di storia d'Italia", curata da Gianni Giadresco, Luciano Canfora e Franco Della Peruta:
(Walter Fillak, 1945)
Processato il 4 febbraio 1945, venne portato la mattina del giorno seguente nel luogo deciso per l'uccisione vicino a Cuorgnè, ma accadde un imprevisto: il cavo telefonico con cui volevano impiccarlo si spezzò. I nazisti non ebbero tuttavia pietà e, procuratisi una corda in canapa da un camion, portarono a termine l'omicidio, infierendo sul corpo con un ultimo colpo di pistola alla testa sparato dal tenente Kokemüller, presidente della corte marziale che lo aveva condannato.
Nel 1969 gli venne riconosciuta la Medaglia d'argento al valor militare alla memoria.
Presso l'Istituto storico della Resistenza è conservato il fondo con la documentazione di Walter Fillak, trasmessa da Bianca Matteini il 12 settembre 1973.
Nel 1975 è stato pubblicato postumo il libro Lettere dal carcere, che raccoglie la corrispondenza di Walter Fillak con la famiglia intercorsa nel periodo di prigionia fra l'ottobre 1942 e l'agosto 1943, ricomposta dal padre Ferruccio e data alle stampe con una prefazione di Tullia De Majo e la ristampa di alcuni documenti originali inerenti alle vicende di Fillak.

## Riconoscimenti
- Genova gli ha dedicato una via nel quartiere di Sampierdarena.
- Il Liceo scientifico Gian Domenico Cassini ha dedicato a lui e ad altri ex alunni partigiani (Giacomo Buranello, Giorgio Issel, Silvano Stacchetti) una lapide a eterna memoria posta sopra l'ingresso dell'aula magna dell'istituto.
- Ivrea gli ha dedicato una piazza nel centro storico.
- Banchette gli ha intitolato la scuola primaria.
- Cuorgnè gli ha intitolato una via e una lapide nel luogo in cui venne giustiziato.
- Il comune di Donato, sede del comando partigiano, gli ha intitolato una via e ha eretto un monumento alla Resistenza utilizzando i ruderi della casa incendiata dai tedeschi.
- Montanaro gli ha intitolato la scuola materna statale.

## Opere
- Walter Fillak, Lettere dal carcere, introduzione di Tullia De Majo, Edizione Anpi, 1975.